# Guentheridia
Guentheridia is een monotypisch geslacht van straalvinnige vissen uit de familie van de kogelvissen (Tetraodontidae).

## Soort
- Guentheridia formosa (Günther, 1870)